# Cobbania corrugata
Cobbania corrugata je druh vyhynulé druhohorní krytosemenné rostliny z čeledi Araceae.

## Taxonomie
Patřila mezi vodní jednoděložné rostliny, které se ve fosilním záznamu vyskytují v jezerních sedimentech svrchnokřídového stáří. Nejčastěji jsou objevovány v 75 milionů let starých sedimentech Dinosaur Provincial Park v kanadské Albertě. Rostlina je nyní považována za vyhynulou. S největší pravděpodobností vyhynula spolu s dinosaury na konci období křídy.

Nalezené fosílie byly datovány do období před 83,6-72,1 milióny let. Cobbania mohla být potravou např. pro ornithomima.

## Morfologie
Nalezeno bylo až šest vzájemně propojených rostlin, což naznačuje, že tyto rostliny pravděpodobně rostly v rozsáhlých plovoucích koloniích pokrývajících jezera a klidné úseky řek. Stonky o průměru 10 - 17 mm mají až šest listů a velké množství rozvětvených vodních kořenů. Listy mají trubkovitý tvar s podlouhlým sevřeným řapíkem (který dorůstá do délky 1,5 cm), velkou aerenchymatickou bází a téměř kruhovým okrajem čepele. Báze listů jsou často vyplněny sedimentem, takže list vypadá jako bazální váček. Řapíky mají 6-9 žilek (kvůli stavu fosilií je nemožné bližší určení), které se dělí na horní a dolní sadu, a žilky se sbíhají ve vrcholovém zářezu. Submarginální kolektivní žilka a nejméně dvě marginální žilky s větvícími se žilkami tvoří okraj listu. Horní (strana listu přilehající ke stonku) povrch listů charakterizuje řada dichotomizujících a anastomozujících žilek. Terciární a kvartérní žilky tvoří polygonální areoly. Povrch listů je pokryt trichomy, které podobně jako u babelky řezanovité (Pistia stratiotes) pravděpodobně napomáhají vzplývavosti.